# 韋爾斯 (緬因州)
韋爾斯（英語：Wells）是一個位於美國緬因州約克縣的鎮。

## 人口
根據2020年美國人口普查的數據，韋爾斯的面積為190.60平方千米，當中陸地面積為149.10平方千米，而水域面積為41.50平方千米。當地共有人口11314人，而人口密度為每平方千米59人。